# Timandra oligoscia
Timandra oligoscia är en fjärilsart som beskrevs av Louis Beethoven Prout 1918. Timandra oligoscia ingår i släktet Timandra och familjen mätare. Inga underarter finns listade i Catalogue of Life.